# فابیان فوکس
فابیان فوکس (انگلیسی: Fabian Fuchs؛ زادهٔ ۲۰ دسامبر ۱۹۶۱) دوچرخه‌سوار اهل سوئیس است.